# Caso Maradona contra Villafañe
El Caso Maradona contra Villafañe fue una causa judicial iniciada en 2015 siendo los involucrados Diego Maradona demandando a su exesposa Claudia Villafañe por presunto fraude, estafa y malversación de patrimonio. Debido al interés que generó en la opinión pública y el desarrollo de sus investigaciones en otros países, varios medios argentinos y extranjeros siguieron la cobertura del tema.

## Contexto
Claudia Villafañe y Diego Maradona contrajeron matrimonio en 1989, cuando ya tenían dos hijas, Dalma y Gianinna Maradona Villafañe. En 2003 se conoce que Claudia Villafañe inició la demanda de divorcio el 7 de marzo de 1998 por abandono del hogar, luego de permanecer 13 años casados. Además le pedía la tenencia de sus hijas, Dalma y Gianinna, que para ese entonces tenían 15 y 12 años respectivamente.
El 21 de mayo de 2014 desde Dubái donde residía Maradona, revocó el poder general a Claudia Villafañe y a las dos hijas que tuvo con ella, Dalma y Gianinna Maradona.
En julio de 2015, Diego realizó una auditoría de sus bienes y como resultado se detalló que faltan 80 millones de pesos (unos 6 millones de dólares para la fecha). Maradona hace una acusación en la televisión a Villafañe a quien reclama por haberle robado. Paralelamente publica un comunicado para desligar del tema a sus hijas, Dalma y Gianinna Maradona. Se divorciaron en 2003 y Claudia Villafañe obtuvo el capital de gestión del patrimonio de la leyenda del fútbol; con el fin de preservar el patrimonio de las dos hijas de la pareja.
Las partes fueron a mediación judicial y al no llegar a un acuerdo, fue enviado un ultimátum para que se devuelva supuestas posesiones que pertenecieron a Maradona como: camisetas, trofeos y joyas, entre otras pertenencias. El pedido fue a través de una carta documento.

## Reclamación

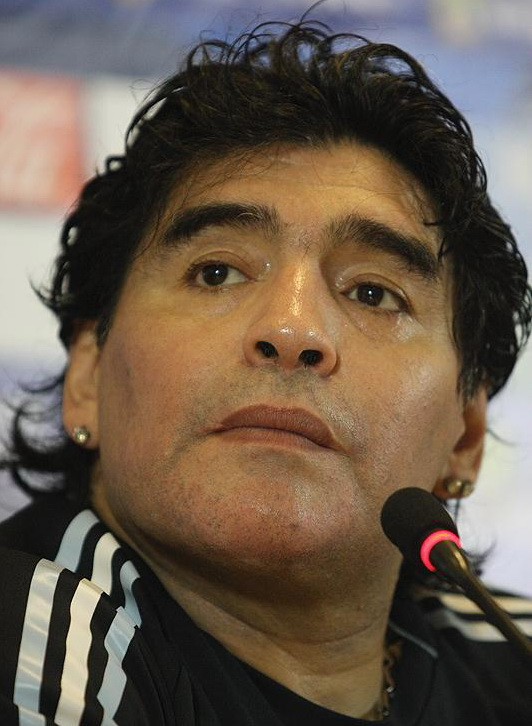
Diego Maradona

En noviembre de 2015, se ratificaron siete reclamaciones por aproximadamente 300 objetos de valor, dinero en cuentas del Banco de la República Oriental del Uruguay, TD Bank, Banco Nación, más las irregularidades en propiedades en Miami y Buenos Aires.
El juicio se llevó a cabo en Estados Unidos y Argentina, aunque Maradona no tenía visa para ingresar a los Estados Unidos, donde tenía prohibido su ingreso.  Villafañe alegó que el manejo de los bienes fue hecho luego de la disolución matrimonial y por lo tanto no pertenecía a la sociedad conyugal, y no darían lugar a reclamos.
Debido a lo popular del caso y que se desarrollaron también investigaciones en otros países, varios medios argentinos y extranjeros siguieron cubriendo el tema. Villafañe fue representada por Fernando Burlando y Maradona por Matías Morla.
Villafañe alegó frente a la jueza Zucconi que los objetos reclamados eran de su exclusiva propiedad, porque la gran mayoría de ellos le fueron regalados por Maradona para formar parte de su colección privada, o porque algunos otros fueron abandonados cuando abandonó el domicilio en 1998.

## Instancias
La causa judicial comienza en octubre de 2014 cuando Maradona encomienda una auditoría sobre todos sus bienes. 
El 23 de julio de 2015, se publica a un comunicado para desligar del tema a sus hijas, Dalma y Gianinna Maradona. Al día siguiente se envió una carta documento a su exesposa Claudia Villafañe, por parte de los abogados de Maradona.
El 29 de julio el tema salta a la prensa y Maradona acusa a su exesposa en los medios televisivos por los supuestos faltantes detectados, en la misma instancia. En agosto de 2015, se realizá una nueva mediación entre Maradona y Villafañe sin acuerdo, cerrándose así las instancias de mediación.
El 6 de noviembre de 2015, se realiza una inhibición general de vender o gravar sus bienes de los bienes sobre la demandada Villafañe por el Juzgado Civil 77, y el 29 de diciembre Maradona pidió también que quede sin efecto el convenio de liquidación de la sociedad conyugal con Claudia Villafañe.
El 28 de enero de 2016 Villafañe es notificada en Miami por la causa civil.
El 16 de febrero de 2016 el fiscal pidió la indagatoria de Villafañe, por el reclamo de objetos valuados en 3 millones de dólares y el 22 de marzo realiza una declaración indagatoria como imputada en Tribunales en la causa caratulada como: Defraudación y retención indebida. Siendo el 6 de abril  Villafañe es sobreseída en la causa por apropiación de objetos de Maradona, por orden de la jueza argentina Zucconi.
El 9 de abril de 2016, la corte estadounidense determinó que no hubo delito en la compra de bienes que realizó Villfañe. El mismo año varios meses más tarde, el 17 de septiembre se realizó una nueva audiencia en Estados Unidos para determinar en qué país se termina de resolver el conflicto por las dos propiedades adquiridas por Villafañe. La justicia de Estados Unidos el 5 en diciembre de 2016 pidió embargos preventivos de todas las cuentas bancarias de Claudia Villafañe en el país.

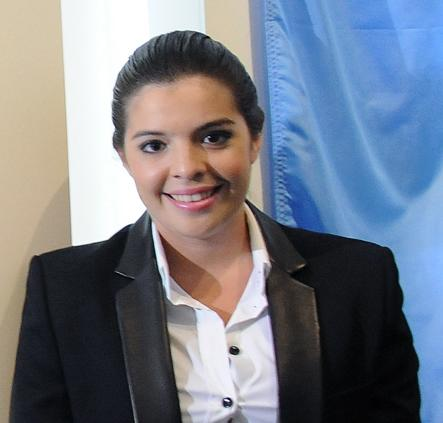
Dalma Maradona

El 14 de agosto de 2017, Villafañe demandó por calumnias e injurias a Maradona.
Maradona pidió el 28 de septiembre de 2017, que sus hijas declaren en la causa que le sigue a su exesposa por evasión agravada como testigos, y en noviembre de 2017, pidió la prisión preventiva de Gianinna Maradona a quien acusan de entorpecer la causa judicial y blanqueo de dinero entre 2000 y 2015.
El 9 de agosto de 2018 el juicio continúa en Estados Unidos, luego de trasladar a Argentina la causa por la compra de apartamentos en Miami.
El 24 de agosto de 2018, Claudia Villafañe decidió demandar a Diego Maradona y su abogado por daños y perjuicios generados por las calumnias e injurias contra ella.

Todo tiene un límite, me cansé, estoy cansada de las mentiras. Que la Justicia diga cómo son las cosas.
Claudia Villafañe, agosto de 2018.

En diciembre de 2018, luego de los fallos adversos de primera y segunda instancia de la justicia en lo criminal, la Corte Suprema de Justicia de Argentina rechazó intervenir en el caso que presentó Maradona, según informó el Centro de Información Judicial (CIJ).
En abril de 2019, Villafañe demandó a su exesposo en la Oficina de Violencia Doméstica (OVD) por violencia psicológica y solicitó un bozal legal tanto para él como para su abogado. La medida es para que no puedan nombrarla ni referirse a ella indirectamente.
El 20 de agosto de 2019, se realizó una audiencia en el marco de una causa que le inició Maradona a su exesposa, para pedir la nulidad de la división de bienes. Ese mismo mes los abogados de Diego Maradona y Claudia Villafañe supervisaron un operativo en la casa de Villafañe en el barrio porteño de Devoto, para hacer un relevamiento de: trofeos, camisetas, medallas, tener un relevamiento y conocer el estado de los objetos. Es la jueza del caso Vilma Nora Días. El abogado llevó las llaves correspondientes para demostrar colaboración y que la cerradura no fuera forzada. Maradona también pidió la restitución de un departamento situado en la calle Nazarre que está a su nombre, aunque allí reside la madre de su exesposa.
El 5 de noviembre de 2019, se fija una audiencia por la causa iniciada en el Juzgado Nacional de Primera Instancia en lo Civil N° 77, por la propiedad de un departamento comprado en Miami, Estados Unidos. En la audiencia participaron los abogados de ambas partes y Villafañe, pero no Maradona.
En diciembre de 2019, en un evento familiar Maradona y Villafañe se reencontraron. Ese mismo mes Villafañe, Dalma y Gianinna Maradona llevan a juicio por injurias al abogado de Diego Maradona.
El 28 de julio de 2020, la justicia revocó el sobreseimiento de Villafañe y comenzó una nueva investigación. Villafañe había pedido la prescripción en una de las causas. Intervinieron en el caso la jueza penal Zucconi y el juez penal económico López Biscayart, magistrado que la Corte definió para que todo se centralizara.
El 25 de noviembre de 2020, a los 60 años, fallece Diego Maradona quien estuvo en sus últimas horas acompañado por familiares. Su abogado y apoderado fue vetado para ingresar al velatorio por dos de sus hijas, Gianinna y Dalma Maradona, además de Diego Sinagra, Jana Maradona y Diego Fernando.
El 23 de diciembre de 2020, se notifica a través de una carta documento a sus cinco hijos sobre este juicio. Para la justicia argentina cuando fallece el demandante Diego Maradona, los que heredan las causas son: Dalma, Gianinna, Diego, Jana y Diego Fernando; este último con 7 años, siendo menor de edad es representado por su madre Verónica Ojeda. Ellos son quienes deciden el curso legal y si las causas continúan o se suspenden.
El 21 de enero de 2021, Diego Junior, Jana y Dieguito Fernando Maradona, este último representado por su madre Verónica Ojeda, presentaron un documento en la justicia estadounidense para que continué el juicio contra Villafañe.